# 公共
公共（こうきょう）とは、私 (private) や個 (individual) に対置される概念で、英語のパブリック (public) を翻訳した言葉。

## 概要
公共とは社会全体に関することを取り扱う上において利用される用語であるが必ずしも抽象・理念的なものではなく、「私」や「個」と相互補完的な概念である。例えば、村に一つの井戸を村人総出で掘って共同利用することは、きわめて公共性の高い活動であり、結果として、個人にも私人にも恩恵をもたらす。ある種の協働や個人的なおこないが不特定多数の他人に、結果として広く利益をもたらすような状況はしばしば観察され、それらの類型がしばしば「公益」「公共行為」と見なされる。
しかし井戸の例では、井戸を掘ることが個人で井戸を私有することを否定するわけではない。個人私有よりも共同所有の方が合理的であるという個々人の合意が形成された場合に、はじめて共同井戸が成立する。「公共」の立場からは、「私」や「個」の利益を追求したとしても、全体の利益を考えた方が結局は合理的であるという結論にたどり着くという場合「公共」が成立するのであり、最初から全体の利益を優先して、個人や私人を意図的に信頼・重視しない全体主義とは異なる。
このことはヨーロッパにおける共同体の成立に個人主義が前提となったことの証左でもある（社会的ジレンマ参照）。河川・湖沼や交通機関など個人私有よりも共同所有が合理的と考えられるものを国や地方自治体の所有として共同管理するのも同様の考え方である。共同体（たとえば国、都道府県、市町村など）の構成員、参加者としての個人を、私人としての個人と区別する意味で、市民、公民 (citizen) と呼ぶ。国会議員、県会議員、市町村会議員は市民の共通利益を代弁するために公選された役人 (public elected officials) であり、公務員は市民の利益に奉仕する公僕 (civil servant, public servant) である。また、市民が共通の関心を有する出来事を知ったり、本来、議員や公務員の活動を監視するための情報媒体であったマスメディアは公器 (public organ) と呼ばれ、強い公共性が要請される。
公共的な活動には大きく分けて2つのファクターがある。
1. ひとつは国家や地方自治体の構成員（国民・住民＝市民）から集めたお金（税金）を担保として、そのお金を活用して雇い入れた労働者（公務員＝公僕）をつかって行う活動。この種の公共性はほとんどの場合、唯一排他的な権威・権力（政府）に裏づけを求めることが多く、複数の公共性を否定する。政府・市役所・郵便事業・公共事業・公教育・警察・消防など。公務員特別職（選挙で選出された議員などの公務員）を除く一般公務員は狭義の公僕（パブリックサーバント）であり、政治的行為が制限・禁止されている。
2. もうひとつは、公務員ではない個々の市民が、地域的ネットワークや目的ネットワーク、宗教的ネットワークなどを母体として、ボランティアや寄付金などを原資として行う活動。慈善事業・NPO及びNGO・フリースクール・町内パトロール・消防団・自治会・住民運動など。また本来の位置づけとして私的利益を追求するものとされる営利目的組織としての法人や商人が、個々の決意や信念にもとづき不特定多数の他人に貢献すべく行う活動。メセナ・企業の社会的責任。

日本においては、歴史的な事情などから、前者だけが「公共」だと理解されている場合があるが厳密ではない。
前者は「官」であり、後者は「民」である。したがってこの概念に沿えば、たとえば郵政民営化などは実質的には郵便事業に従事する職員全体を非公務員化する意味において民営化であり、公的な収益事業であった郵便事業の私営化である。一方で電力・ガス・鉄道・通信などの公共インフラと呼ばれるもの、金融や証券取引所、報道機関や医療など公益性の高い事業に受益者負担の原理を過度に導入すれば、公益性と営利活動との区別があいまいになる。公益性の高い事業は国や地方自治体が法律や条例で経営や契約の自由を制限していることが多い。
なお現在の日本において、公共性があいまいになりがちであると指摘されることが多い活動体としては、公益法人（財団法人・社団法人）・特殊法人・独立行政法人・かつての三公社五現業などがある。
公共のとらえ方は個々において必ずしも一致しておらず、その理解の仕方はしばしば深刻に対立する。公共の利益に対する理解が深刻に対立し互いの妥協に失敗する場合、紛争や戦争の原因になる。

## 公共への貢献の形
ヨーロッパでは、自分が所属する地域や共同体という概念（伊: comune（コムーネ））が発達し、商業などで富を蓄えた者は共同体への寄付という形で、公園・広場・噴水・像などを作成し、誰でも使え、また見ることができるといった方法で寄贈することが多かった。
現代でも所得税の税控除や相続税の正当性の根拠として公益性・公共性が挙げられることが多く、経済的に成功した富豪達の公益事業への贈与は大衆に支持されているだけでなく、法的にも推奨されている。ポール・マッカートニーやビル・ゲイツなどの大富豪が慈善団体やボランティアに寄付を行うのは社会的な賞賛を受けている。
日本では、「公共への貢献」はしばしば村社会への貢献として行われてきたが（例: 農業繁忙期の助け合いや祭りなどの共同作業）、都市化と個人の私人化が進展するにつれ、都市部に生活する人々に村社会のルールや慣習が馴染まなくなり、わずかに地域住民の自治体という形などで残っているまでに嬰退している状況にあることがしばしば問題視される。また、寄付なども行われているが、その種の善行は（個人が行う行為には、公益性など存在しえないという）過度の不信感の反照として、匿名で行うほうが良いという考えも根強い。
所得に対する累進課税制度の根拠として、機会の公正を担保して公平な公共を維持しあう論点が挙げられることがある。

## 公共性
公共性とは、公共の持つ性質のこと。論者によって様々な分類がされている。
例えば、齋藤純一『公共性』（岩波書店）は、公共性をofficial、common、openの3つの意味に分けている。
official（公務員が行う活動が帯びるべき性質）
国家や地方自治体が法や政策などに基づいて行う活動。
- 例: 公共事業・公共投資・公的資金の投入・公教育・公安の維持。
- 対比されるもの: 私人の営利活動。

common（参加者、構成員が共有する利害が帯びる性質）
共通の利益（公共の福祉）の追求・共有財産（公共財）の維持管理・共有する規範（常識）の創出・共通の関心事（ニュース）などの伝播。
- 例: 公益・公共の秩序・公共心・世間（せけん）。
- 対比されるもの: 私有権・私利私欲・私心。

open（公共的なものが担保しなくてはいけない性質）
誰もがアクセスすることを拒まれない空間や情報。
- 例: 情報公開・公園等の公的空間。
- 対比されるもの: 秘密やプライヴァシー・私的空間。

この考え方は、山脇直司『公共哲学とは何か』（ちくま新書）での公共性の3つの意味（1. 一般の人々にかかわる 2. 公開の 3. 政府や国の）とも共通する。
日本ではあまり議論されないunofficial（民間レベルの公共的なもの）という概念も存在し、町内会・自治会・NPO・慈善団体・ボランティアサークルなどがその例に当たるが、上記の分類に従えばほぼcommonに該当すると考えられる。

## 「公私」と「公＝公共＝私」
斉藤は「公共」が一般に「国家」が独占するようなイメージを払拭すべきであるとし、また山脇は「公私」二元論からの脱却を唱えている。すなわち、山脇は「政府の公 / 民の公共 / 私的領域」を相関関係にあるものとしてとらえ、「滅私奉公」に代わる理念として、金泰昌の打ち出した「活私開公」という造語を紹介している。この概念は法哲学者の桂木隆夫もその著作中で肯定的に紹介している（『公共哲学とはなんだろう』（勁草書房））。

## 公務員
日本国憲法第15条第2項は「すべて公務員は、全体の奉仕者であつて、一部の奉仕者ではない。」と定めている。
国家公務員法第96条には 「すべて職員は、国民全体の奉仕者として、公共の利益のために勤務し、且つ、職務の遂行に当つては、全力を挙げてこれに専念しなければならない。」とある 。
地方公務員法第30条には「すべて職員は、全体の奉仕者として公共の利益のために勤務し、且つ、職務の遂行に当つては、全力を挙げてこれに専念しなければならない。」 とある。